# Ficus elastica
Ficus elastica, llamado comúnmente árbol del caucho gomero o caucho sabanero, es una especie perennifolia del género Ficus nativa del nordeste de India (Assam), oeste de Indonesia (Sumatra y Java). Fue introducida en Europa en 1815 como planta de interior.

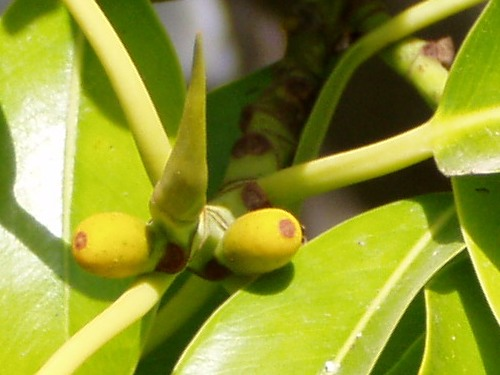
Los falsos frutos (higos)

## Descripción
Árbol de 20 a 30 m de altura, con tronco macizo irregular, que puede alcanzar hasta 2 m de diámetro. Hojas grandes oblongas a elípticas (8-30 cm de largo x 7-10 cm de ancho); mayores en plantas jóvenes (ocasionalmente de 45 cm de largo) y mucho más pequeñas en ejemplares viejos (típicamente de 10 cm de largo), coriáceas, de haz verde oscuro brillante, más pálido y mate en el envés. Las hojas nuevas se desarrollan envueltas en una vaina (meristemo apical), que va creciendo junto con la hoja hasta que esta se despliega y la vaina cae. 

Como en otros miembros del género, las flores están en el interior de los falsos frutos (siconos) y son polinizadas por una especie particular de avispa del higo (género Pegoscapus), en una relación de mutualismo. El fruto es un higo pequeño, amarillo verdoso oval, de 1 cm de largo, apenas comestible; con solo una semilla viable.
Al igual que otras especies del mismo género, nace como epifita sobre troncos y ramas de otros árboles. A medida que va creciendo tiende a desarrollar raíces aéreas y contrafuertes para anclarse al suelo y suele terminar estrangulando a su anfitrión, por lo que forma parte del grupo de los ficus estranguladores.

### Cultivo y usos

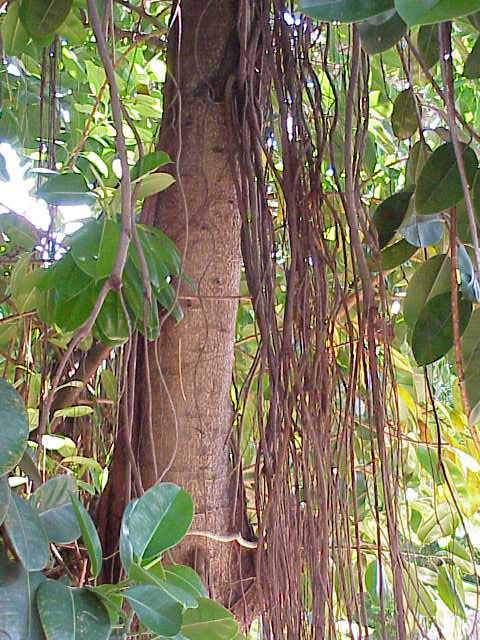
Tronco con raíces aéreas

Ficus elastica se cultiva mundialmente como planta ornamental, como planta de exterior en climas cálidos desde el trópico a las regiones mediterráneas, y en climas fríos como planta de interior. Aunque crece en Hawái, la especie de avispa del higo requerida para permitir su propagación por semilla no existe.

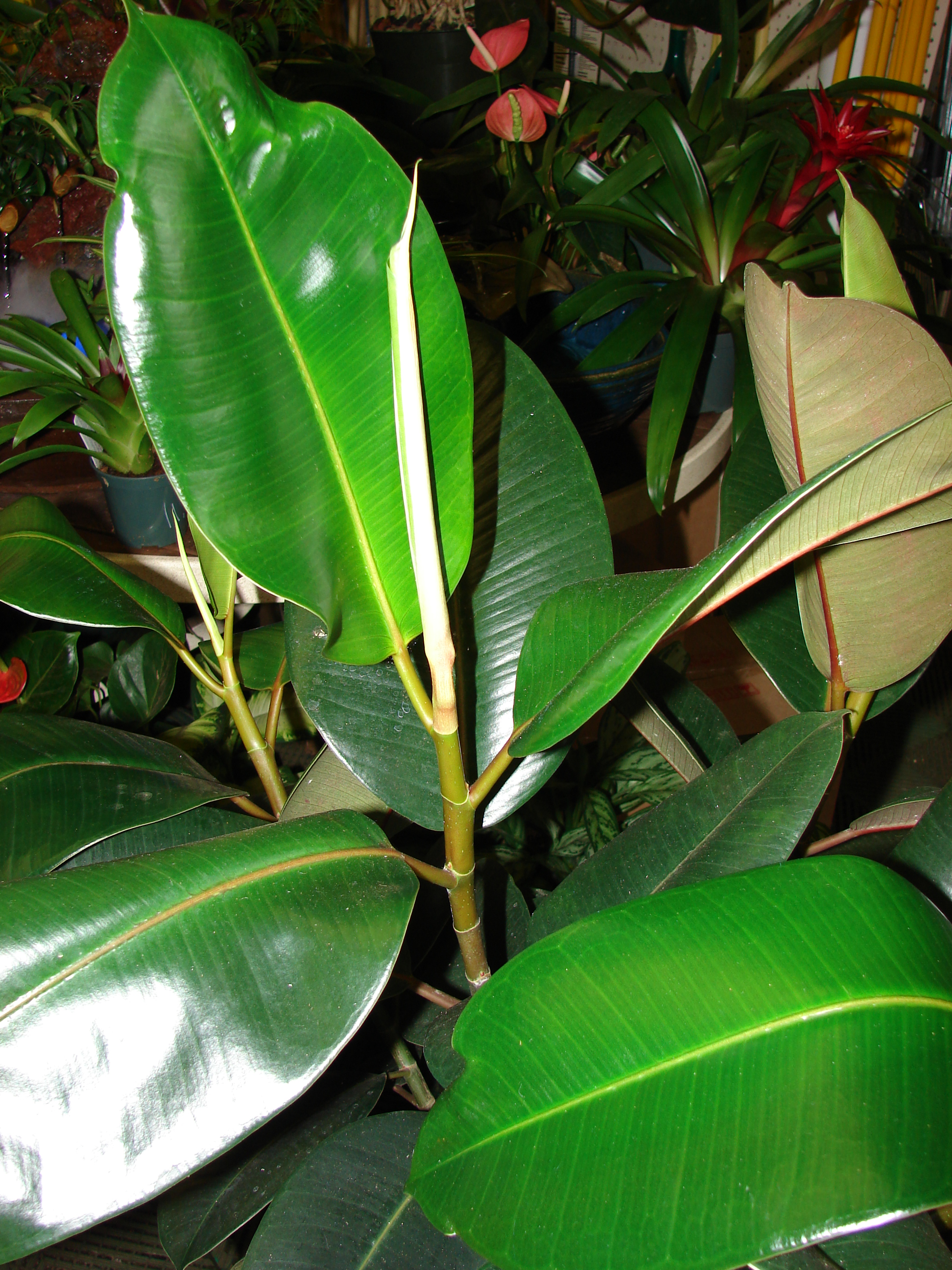
Hojas adultas con una nueva en el ápice del tallo aún envuelta en la vaina

En cultivo, prefiere exposiciones soleadas, pero no temperaturas altas. Tolera bien la sequía, aunque prefiere la humedad y prospera mejor en condiciones tropicales. Las variedades híbridas derivadas de F. elastica, como 'robusta', con hojas mucho más anchas, rígidas y erectas son más utilizadas como planta ornamental que la especie silvestre. Existen muchos híbridos, a menudo con hojas variegadas.
Cuando se produce una herida el látex fluye abundantemente, por lo que al realizar podas es conveniente cubrir los cortes con ceniza o polvo de carbón para evitar el sangrado. 
La mayoría de las plantas cultivadas se producen por reproducción asexual. Generalmente se hace por plantado de esquejes o acodo aéreo.  Este último método requiere hacer un corte en el tallo, la herida, con el látex rezumante, se rocía con hormonas enraizantes, se envuelve con musgo de esfagno húmedo. Entonces se envuelve todo con plástico y se mantiene así unos meses. Al cabo de ese periodo de espera se habrán desarrollado nuevas raíces de los brotes auxiliares. El tallo ya se puede cortar por debajo de las raíces y la nueva planta se coloca en maceta. 
El látex del árbol se usó para hacer caucho, antes de usarse Hevea brasiliensis. Esta  savia es muy irritante para ojos y piel, y tóxica si se ingiere.

## Taxonomía
Ficus elastica fue descrita por William Roxburgh ex Jens Wilken Hornemann y publicado en Supplementum Horti botanici hafniensis 7, en 1819.
Etimología
Ficus: nombre genérico que se deriva del nombre dado en latín al higo.
elastica: epíteto latino que significa "elástica".
Sinonimia
- Ficus clusiifolia Summerh.
- Ficus cordata Kunth & C.D.Bouché
- Ficus karet (Miq.) King
- Ficus skytinodermis Summerh.
- Ficus taeda Kunth & C.D.Bouché
- Macrophthalma elastica (Roxb. ex Hornem.) Gasp.
- Visiania elastica (Roxb. ex Hornem.) Gasp.[8]

## Nombres comunes
Ficus de hoja grande, árbol del caucho, ficus elastica, árbol de la goma, gomero, higuera del caucho, higuera cauchera.